# 露無文治

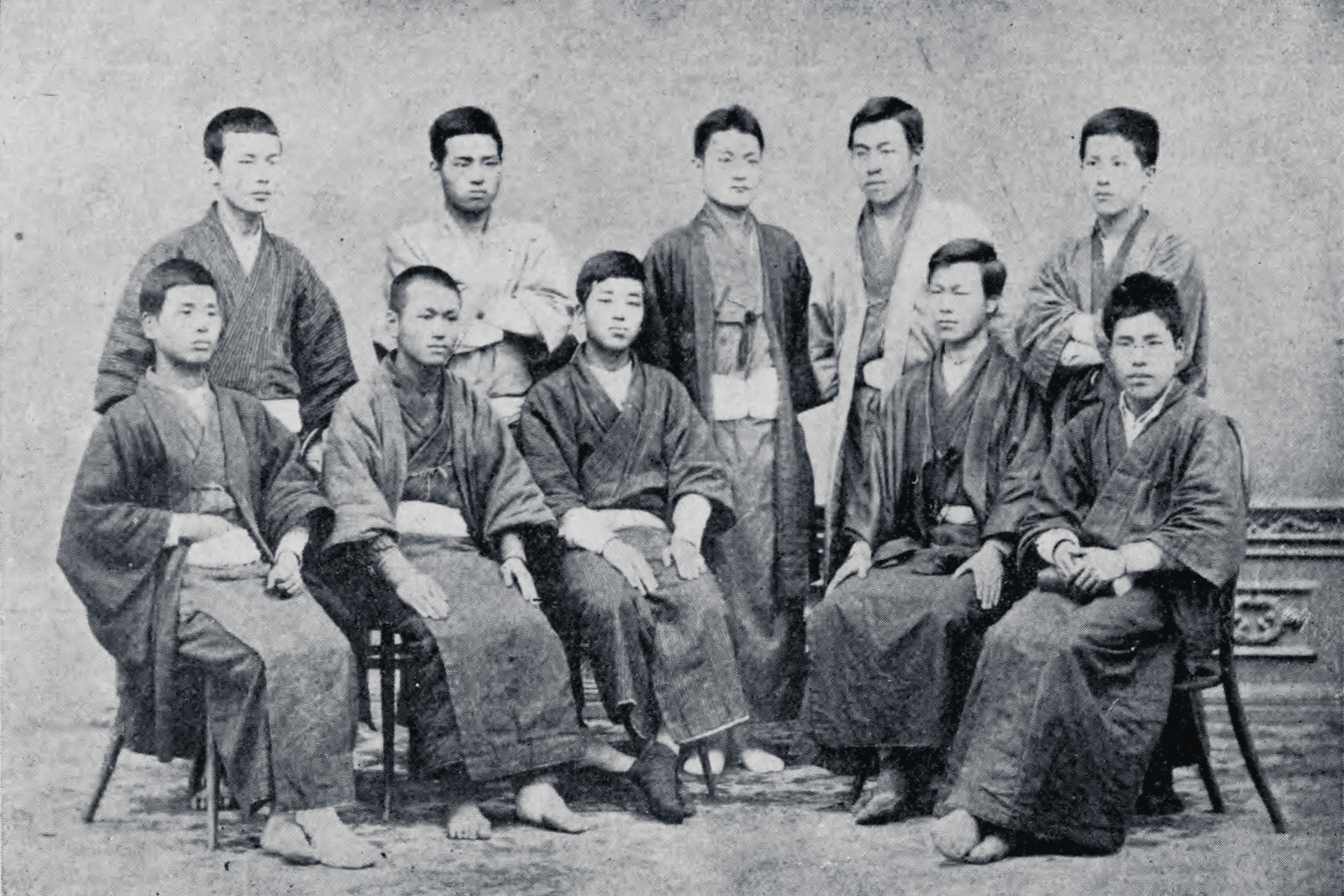
露無文治（前列右端、1891年）

露無 文治（つゆむ ぶんじ、慶応2年2月18日（1866年4月3日） - 昭和16年（1941年）2月22日）は日本組合基督教会の牧師である。
1866年（慶応2年）備中国倉敷天城に久次郎、せん子の子として生まれる。1882年（明治15年）岡山市に出て原泉学舎で漢学を学び、オティス・ケーリや金森通倫によりキリスト教に接する。
新聞で新島襄の経歴を読んで渡米することを志すが、天城教会の亀山昇から同志社に行くように勧められ、同志社英学校に入学した。在学中に、京都第二公会（現・日本基督教団同志社教会）でアメリカンボードのJ・D・デイヴィスから洗礼を受ける。
在学中、同志社英学校で開催された第1回夏季学校の記録を編集して、『学生之大会』を刊行する。また、在学中に新島が死去する。新島の死に非常なショックを受け、「八日間の出来事」として書き残している。在学中に、牧野虎次、山室軍平と共に「祈りのバンド」というグループを結成する。
1891年（明治23年）に同志社神学校を卒業して、姫路教会（現・日本基督教団姫路和光教会）に主任伝道師として赴任する。1895年（明治28年）に高松教会に転任し、1896年（明治29年）に今治教会（現・日本基督教団今治教会）の牧師に就任する。
1901年（明治34年）より1903年（明治36年）までアメリカ合衆国のユニオン神学校、1911年（明治44年）より1年間スコットランドエディンバラのニューカレッジに留学する。
1916年（大正5年）日本ホーリネス教会監督の中田重治を今治に招いて講演する。
1927年（昭和2年）に今治教会を退任する。

## 著書
- 『基督教之本原真理』（1908年）
- 『基督教修一班』（1914年）